# Asura anomala
Asura anomala là một loài bướm đêm thuộc phân họ Arctiinae, họ Erebidae.